# Катамадзе, Нино Кукуриевна
Нино Кукуриевна Катамадзе (груз. ნინო ქათამაძე; 21 августа 1972, Кобулети, Грузинская ССР, СССР) — грузинская джазовая певица и композитор.

## Биография
Нино Катамадзе родилась в Аджарии, южной провинции Грузии. В 1990 году поступила в Батумский музыкальный институт имени З. П. Палиашвили на вокальное отделение по классу Мурмана Махарадзе. Во время обучения и по окончании института выступала с различными группами и принимала участие в разнообразных музыкальных проектах.
С 1994 по 1998 год создает благотворительный общественный фонд по оказанию помощи инвалидам и социально незащищенным артистам. В 1999 начинает творческое сотрудничество с группой Insight.
В 2009 году певица после двухлетнего перерыва выступила с двумя концертами в столице Азербайджана — Баку.
В январе 2010 года приняла участие в российской постановке вокальной оперы-импровизации Бобби Макферрина «Боббл».
В ноябре 2011 года совместно с группой Insight провела концерт в концертном зале Crocus City Hall.
В январе 2012 года выступила в Лондоне на церемонии официального открытия благотворительной организации «Подари жизнь».
В 2014 году стала судьёй пятого сезона шоу X-Фактор на Украине, заменив Ирину Дубцову. Осталась в жюри и в шестом сезоне шоу, который стал последним для Нино в качестве судьи проекта.
В июне 2019 года на своей странице в Фейсбуке Катамадзе сделала заявление, в котором отказалась от дальнейших концертов на территории России, назвала Россию оккупантом, Владимира Путина врагом Грузии, также отметив, что «никогда не пела по-русски». Публикация вызвала широкий общественный резонанс, получив резкие, граничащие с прямыми оскорблениями отзывы.
В феврале 2022 года выступила с осуждением вторжения России на Украину. Заявив, что каждая страна, имеющая границы с РФ, должна быть готова к нападению оккупантов.

## Ансамбль Insight

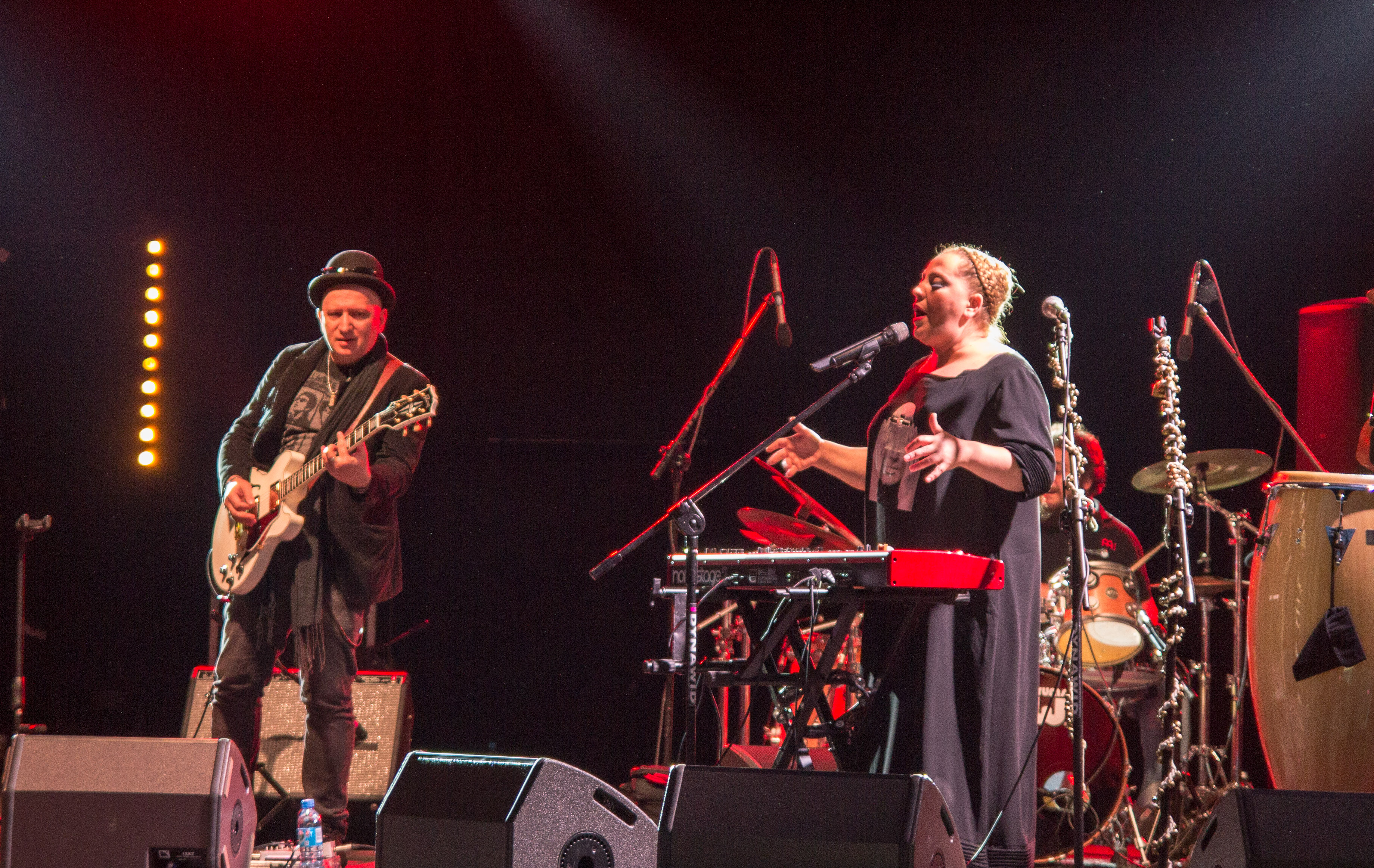
Катамадзе на Ino-Rock Festival 2014

Катамадзе выступает и записывается совместно с джазовым ансамблем «Insight», в состав которого входят:
- Гоча Качеишвили — основная гитара, акустическая гитара, синтезатор, основатель группы
- Уча Гугунава — бас-гитарист
- Давид Абуладзе — барабанщик, перкуссионист, синтезатор
- Гия Челидзе (звукорежиссёр)

## Дискография

### Альбомы
- Nino Katamadze & Insight (2003), переиздан как Black (2006)
- Ordinary Day (2004), переиздан как White (2006)
- Blue (2008)
- Red (2010)
- Green (2011)
- Yellow (2016)

### DVD
- Русалка (2008)
- Red Line (2010)

### Саундтреки к фильмам
- Яблоко
- Оранжевое небо
- Дорога к Спасителю
- Русалка
- Жара (2006)
- Инди (2007)
- Домовой (2008)
- Трасса М8 (2008)
- Убить Короля (2008)
- Любовь с акцентом (2012)
- Без границ (2015)
- Коллектор (2016)

## Награды
- 2002 — Лучшая певица года, приз «Овация», Грузия
- 2002 — Автор и исполнитель песен года, Грузия
- 2002 — Приз за самую оригинальную музыку, Грузия
- 2003 — Лицо года, Грузия
- 2003 — Лучшая певица года, приз «МЕГА», Грузия
- 2003 — Лучший вокально инструментальный ансамбль года (Нино Катамадзе и Insight), приз «Овация», Грузия
- 2004 — Специальный приз «Одзэла» за вклад в музыку, Грузия
- 2011 — Президентский орден «Сияние», Грузия[13]
- 2023 — Орден княгини Ольги III степени (4 сентября 2023 года, Украина) — за весомый личный вклад в укрепление межгосударственного сотрудничества, поддержку государственного суверенитета и территориальной целостности Украины, популяризацию Украинского государства в мире[14]